# 飯田友子
飯田 友子（いいだ ゆうこ、1992年9月9日 - ）は、日本の女性声優。神奈川県出身。アイムエンタープライズ所属。

## 経歴
少年漫画の主人公を演じている女性声優の存在が格好良く、自分もそのようになりたいと憧れたことが声優になろうと思ったきっかけになった。
日本ナレーション演技研究所出身。2010年4月よりアイムエンタープライズ所属となった。
2019年11月4日より、音泉にて『飯田友子・村井美里のお客様を喜ばせたい！』が配信開始となり、同番組で同じくパーソナリティを務める村井美里と共に「KANPAI」というユニットを組む。ユニット名の由来は2人のギターの師匠・後藤貴徳が酒が好きであり、「楽しく演奏して楽しく打ちあがろう！」と仰ったのをいつも聞いていたことから「じゃあ、かんぱい（KANPAI）でいいんじゃないですか？」という話になったと語っている。また、組み合わせが決定した後、2人で打ち合わせをした時に「ギターを始めた」という流れになったという。
2022年1月5日、自身のブログで一般男性と結婚したことを報告した。

## 人物
趣味はお菓子作り、ツーリング。漢字検定3級、普通自動二輪車免許を所持している。
プロ野球・東京ヤクルトスワローズのファンである。同じくヤクルトファンであり『アイドルマスター シンデレラガールズ』で共演している松嵜麗から、かつて在籍していた同姓の選手である飯田哲也からとって「哲ちゃん」というあだ名を付けられた。
福原綾香と東山奈央は日本ナレーション演技研究所の同期かつ一緒のクラスで親交がある。
自身も声優を務める『アイドルマスター シンデレラガールズ』でのお気に入りのアイドルは、奥山沙織と大槻唯。

### 愛称
- 『CINDERELLA PARTY!』で名付けられた「飯田氏」は「飯田しっぺ」から来ている[1]。それ以前の呼び方は「ゆっこ」「ゆうちゃん」「ジュテ子」「小娘」などがある[1]。
- 佐藤亜美菜から「王子」と呼ばれる。他のキャストにも広がっており、『アイドルマスター シンデレラガールズ』内では定着しつつある[16][17]。

## 出演
太字はメインキャラクター。

### テレビアニメ
2011年
- バトルスピリッツ 覇王（2011年 - 2012年、観客、子供A）

2012年
- クイーンズブレイド リベリオン（女の子、子供D）
- 好きっていいなよ。（女子生徒）
- リトルバスターズ!（2012年 - 2013年、ケータイのアナウンス、女子生徒B、子供B） - 2シリーズ

2013年
- 琴浦さん（友人B）
- D.C.III 〜ダ・カーポIII〜
- 僕は友達が少ないNEXT（フランス映画の女、瑠衣、女生徒、子役の男の子）
- あいうら（岩沢彩生）
- 変態王子と笑わない猫。（女子生徒B）
- 超次元ゲイム ネプテューヌ THE ANIMATION（村人C、子供）
- きんいろモザイク（女子高生A）
- とある科学の超電磁砲S（女子）
- ハイスクールD×D シリーズ（2013年 - 2018年、魔術師、子供） - 2シリーズ
- ストライク・ザ・ブラッド（2013年 - 2014年、ユスティナ・カタヤ）
- WHITE ALBUM2（女子生徒B、教師、女子生徒A）
- 凪のあすから（政木千春）

2014年
- ウィッチクラフトワークス（目野輪冥、ニーチ、ウサギ騎士）
- ゴールデンタイム（竹内）
- selector infected WIXOSS（女子生徒、少女、過去の文緒） - 2シリーズ
- 魔法科高校の劣等生（女子生徒、和泉理佳）
- 彼女がフラグをおられたら（姉、旗立颯太〈少年時代〉、暗殺者（車掌）、アナウンサー）
- ガイストクラッシャー（黒曜イズナ〈幼少期〉）
- M3〜ソノ黒キ鋼〜（女子生徒B、男の子、参列者B）
- ジョジョの奇妙な冒険（2014年 - 2016年、子供A、女性、女性隊員） - 2シリーズ
- 悪魔のリドル（晴の弟〈ワタル〉）
- ドラえもん（テレビ朝日版第2期）（2014年 - 2025年、コーラスガールA、クラスメイト、犬山、アルン 他）
- 健全ロボ ダイミダラー（文部科学大臣）
- オオカミ少女と黒王子（女子生徒、子供）
- クレヨンしんちゃん（園児A、研究生B）

2015年
- 四月は君の嘘（観客、女子生徒）
- 食戟のソーマ（2015年 - 2016年、女子学生A、生徒B、観客C） - 2シリーズ
- モンスター娘のいる日常（野球帽）
- 青春×機関銃（女性）
- アイドルマスター シンデレラガールズ（速水奏）
- 新あたしンち（2015年 - 2016年、しみちゃん、妄想彼女）
- 落第騎士の英雄譚（手下）
- コメット・ルシファー（キャスター、予報士）

2016年
- おしえて! ギャル子ちゃん（オカ子、少年）
- プリンス・オブ・ストライド オルタナティブ（子供）
- マギ シンドバッドの冒険（女官A）
- レガリア The Three Sacred Stars（キャスター）
- 一人之下 the outcast（2016年 - 2018年、張楚嵐〈幼少期〉） - 2シリーズ
- ねじ巻き精霊戦記 天鏡のアルデラミン
- 競女!!!!!!!!（橋本美歩、松本花、横杉紗）

2017年
- クラシカロイド（女子学生、子ども）
- ちるらん にぶんの壱（京女）
- SUPER LOVERS 2（幼い亜樹）
- アイカツスターズ!（2017年 - 2018年、夜空ファン、歌組1年生、デイジー） - 2シリーズ
- 幼女戦記（少年）
- sin 七つの大罪（母親）
- アイドルマスター シンデレラガールズ劇場（2017年 - 2019年、速水奏） - 4シリーズ
- プリンセス・プリンシパル（ガゼル）
- Re:CREATORS（中学生）
- ゲーマーズ!（女性客）
- セントールの悩み（SP②）
- いつだって僕らの恋は10センチだった。（生徒）

2018年
- アイドリッシュセブン（コンビニ店員、女性客）
- 斉木楠雄のΨ難（ケン、くりす）
- SPIRITPACT -黄泉の契り-（端木煕〈幼少期〉）
- ヒナまつり （キャバ嬢）
- ラストピリオド -終わりなき螺旋の物語-（青モンク、グリーン）
- 重神機パンドーラ（子供、研究員、レオン〈少年〉）
- 七星のスバル（魔法使い、幼い陽翔）
- ハイスコアガール（2018年 - 2019年、女子生徒A、コギャルC、黒髪のギャル） - 2シリーズ
- Phantom in the Twilight（番組MC）
- ゴールデンカムイ（子供）
- 抱かれたい男1位に脅されています。（インタビュアー）
- やがて君になる（女子生徒）
- 叛逆性ミリオンアーサー（女子学生）

2019年
- ガーリー・エアフォース（アナウンサー）
- 転生したらスライムだった件（女性スタッフ）
- 不機嫌なモノノケ庵 續（芦屋姉）
- えんどろ〜!（村人）
- まちカドまぞく（子供たち）
- 女子高生の無駄づかい（小学生）
- 炎炎ノ消防隊（子供、少年）
- 星合の空（女子生徒）
- ぬるぺた（モブ、子供たち、医療スタッフB）
- ライフル・イズ・ビューティフル（生徒）
- あひるの空（幼少期のトビ、小学生）
- けだまのゴンじろー（モブ男子）

2020年
- グレイプニル（女子生徒）
- ゾイドワイルド ZERO（男の子）
- A3!（通行人）
- 新サクラ大戦 the Animation（子供C）
- 球詠（中田奈緒）
- モンスター娘のお医者さん（シルシャ・テシウス）
- ミュークルドリーミー（2020年 - 2022年、プチトマB、1年女子③、主婦A、1年生部員①） - 2シリーズ
- ひぐらしのなく頃に業（2020年 - 2021年、クラスメイト、男子） - 2シリーズ

2021年
- Re:ゼロから始める異世界生活（オットーの少年時代）
- WIXOSS DIVA(A)LIVE（水泳部員C）
- BLUE REFLECTION RAY/澪（江間香織）
- 戦闘員、派遣します!（女性B）
- 精霊幻想記（2021年 - 2024年、コゼット） - 2シリーズ

2022年
- 現実主義勇者の王国再建記（ロウ）
- ヒーラー・ガール（子供達）
- クールドジ男子（女子高生）
- 忍の一時（女生徒A）
- 不徳のギルド（女生徒）
- VAZZROCK THE ANIMATION（幼少期の悠人）

2023年
- シャドウバースF（男の子）
- アイドルマスター シンデレラガールズ U149（速水奏）
- 絆のアリル（ゲーム生徒2）
- おかしな転生（男の子、マルクの弟、子供2、子供A）
- ホリミヤ -piece-（女子放送委員）
- AIの遺電子（ロビジアの子ども）
- 新しい上司はど天然（看護師）
- MFゴースト（2023年 - 2024年、栗原京子） - 2シリーズ

2024年
- わんだふるぷりきゅあ!（2024年 - 2025年、子供、キラリンペンギン、大熊、ハリネズミ、ニコリス 他）
- アオのハコ
- 村井の恋（女子生徒）
- 名探偵コナン（フロントスタッフ）

2025年
- グリザイア:ファントムトリガー（タケシ）
- キミとアイドルプリキュア♪（咲良はもり、街の人、新野みお、キイ）
- トリリオンゲーム（新入社員）
- 九龍ジェネリックロマンス（スタッフ）
- 9-nine- Ruler’s Crown（女性客）

### 劇場アニメ
2010年代
- アルモニ（2014年、女子生徒）
- モーレツ宇宙海賊 ABYSS OF HYPERSPACE -亜空の深淵-（2014年、キャスター）
- ガールズ&パンツァー 劇場版（2015年、アズミ）
- ラブライブ!The School Idol Movie（2015年）
- 特別版 Free!-Take Your Marks-（2017年、女の子、観光課職員、女性スタッフ、ヴェロニカ）
- ペンギン・ハイウェイ（2018年、フジオカ君）

2020年代
- プリンセス・プリンシパル Crown Handler（2021年 - 2023年、ガゼル） - 3作品
- アイの歌声を聴かせて（2021年、女子生徒）
- 映画ドラえもん のび太の地球交響楽（2024年、クラスメイト）
- きみの色（2024年、女子生徒達）

### OVA
- To LOVEる -とらぶる- ダークネス（2013年、マネージャー、ナナのペット）※コミックス第9巻限定版に付属
- ウィッチクラフトワークス（2015年、目野輪冥、ニーチ、ウサギ騎士）※コミックス第8巻限定版に付属
- アルスラーン戦記（2016年）
- ガールズ&パンツァー 最終章（2017年 - 2021年、アズミ[51]）
- ストライク・ザ・ブラッド（2019年 - 2021年、ユスティナ・カタヤ） - 2シリーズ
- ぼくたちは勉強ができない（2019年、女性A）※コミックス第14巻アニメBD同梱版

### Webアニメ
2010年代
- エクスメイデン（2014年、橘葵）
- アニメで分かる心療内科（2015年、女B、女、女王様）
- 彼女が漢字を好きな理由。（2015年、波多野夏海）
- アイドルマスター シンデレラガールズ劇場 火曜シンデレラシアター / Extra Stage（2017年 - 2021年、速水奏） - 2シリーズ
- いたずら魔女と眠らない街（2017年、男の子）

2020年代
- 魔神英雄伝ワタル 七魂の龍神丸（2020年、塚原剣乃介）
- 爆丸アーマードアライアンス（2020年、ブローラー3）
- 範馬刃牙（2021年、同級生B）
- CINDERELLA GIRLS 10th Anniversary Celebration Animation ETERNITY MEMORIES（2022年、速水奏）
- あたしンちNEXT（2024年、子犬、しみちゃん）

### ゲーム
2012年
- あの日見た花の名前を僕達はまだ知らない。（いじめっ子、店員）
- 恋と選挙とチョコレート PORTABLE（ちぃ）

2013年
- あいうら 神経衰弱で勝負だ!（岩沢彩生）
- ガンダムブレイカー（熱血お姉さん）
- さくら荘のペットな彼女（授賞式進行）

2014年
- アルノサージュ〜生まれいずる星へ祈る詩〜（機甲艶姫）
- ことこと〜ラセツとコトダマの国〜（天草ラセツ、中華屋ミンミン、雷桜院ナル、不知火シラヒメ、ミカガミ、火鳥コマチ、悪童マンタ）
- 天空のクラフトフリート（ラッテ、ソフィア、ユウナ、ユカリ、オブラ）

2015年
- アイドルマスター シンデレラガールズ（2015年 - 2024年、速水奏） - 3作品
- 白猫プロジェクト（リュート・エスペランサー、プリズナ）
- 封印勇者!マイン島と空の迷宮（針糸の神童コルトン、メリヤス編みの申し子ユリエル）
- ブレイク学園（雛芥子小町、希火断子、鎖辺檻江）
- LORD of VERMILION III（ドン・キホーテ）

2016年
- 陰陽おとぎソール（アマイモン、同田貫、ガブリエル、雷獣）
- ガールズ&パンツァーうぉーく!（アズミ）
- ガールズ&パンツァー 戦車道大作戦!（アズミ）
- 神撃のバハムート（速水奏）
- ドラゴンシューター
- ファンタシースターオンラインes（華散王、フェル、シューティングドライブ、ダールワイグル、ファイティングビート、ニレンアギト、ソウルイーター、イグニス、クシャネビュラ、ゴレムブラフス、サンタソ・レー、ドリルナックル）
- 妖怪百姫たん!（オカ子）

2017年
- GRAVITY DAZE 2/重力的眩暈完結編:上層への帰還の果て、彼女の内宇宙に収斂した選択
- 誰ガ為のアルケミスト（ブランシェット）

2018年
- アイドリッシュセブン Twelve Fantasia!
- ガールズ&パンツァー ドリームタンクマッチ（アズミ）
- 刀使ノ巫女 刻みし一閃の燈火（辰浪桃）
- 共闘ことばRPG コトダマン（うるウール、サンシン、ハッカワウソ、ウルウーリュウジン、ギョギョ、キッチリ、コドクエレブレ、オハナミセス、ケージェディム）
- LOSTTRIGGER（ヒルダ）
- 実況パワフルプロ野球2018（花鳥千香）
- アビス・ホライズン（テキサス、オセ、ケルン）
- バレットガールズ ファンタジア（ラドリア・シールウィンテ）
- プロ野球 ファミスタ エボリューション（アソビリオン飯田）
- アリス・ギア・アイギス（2018年 - 2024年、鳳加純、天狐天）

2019年
- ハイスクール・フリート 艦隊バトルでピンチ!（賀茂つつじ）

2020年
- 八月のシンデレラナイン（中田奈緒）
- ビビッドアーミー（パッツィ）
- 実況パワフルプロ野球（2020年 - 2022年、ワーちゃん〈若松和歌菜〉）
- ベースボールスーパースターズ （ベロア、アオコ、モニク）

2021年
- 逆転オセロニア（サスターシャ）
- sin 七つの大罪 X-TASY（ゾエ）

2022年
- アイドルマスター ポップリンクス（速水奏）

2023年
- アークナイツ（チューリップ）

### ドラマCD
2013年
- エクゾスカル 零（震電挺身隊七）※チャンピオンRED2月号の綴じ込み付録CD
- ノラガミ（女生徒）※コミックス第9巻特装版付属ドラマCD

2014年
- 当て屋の椿 〜狛犬の行方編〜（寺子屋の子供）
- ウィッチクラフトワークス Blu-ray第2・4・6巻 完全生産限定版特典ドラマCD（目野輪冥）
- GANGSTA.（女）※コミックス第6巻限定版付属CD
- キャンディポップナイトメア（女子高生）

2015年
- 黒崎くんの言いなりになんてならない（女子）※コミックス第5巻特装版付属ドラマCD
- 桜の花の紅茶王子（家庭科部部員）※コミックス第4巻初回限定版付属ドラマCD
- 同人で感じて（井口）

2016年
- アイドルマスター シンデレラガールズ 「Challenges to change」（速水奏）※テレビアニメ BD / DVD 第8巻 完全生産限定版特典ドラマCD
- 『ガールズ&パンツァー 劇場版』ドラマCD5 新しい友達ができました!（アズミ）
- ファイアーエムブレムifドラマCD 暗夜編（男の子）
- ロマンティック上等（計〈子供時代〉）

2017年
- 桜龍〜私は此処にいる〜（女子生徒）
- クロネコ彼氏のあふれ方（まゆ）
- ネコにはいぬを（先輩女）

2022年
- Fairy-AID CD Theater vol.5 Arisa（牧島沙羅）

### デジタルコミック
- 生者の交信（2022年、ハナ[99]）
- ヤマビコな日常（2022年、葉月ユウキ[100]）
- 悪役令嬢は推しカプのために婚約破棄をご所望です（2022年、ナタリア・ジュディス[101]）

### 吹き替え
- MACGYVER/マクガイバー シーズン2 #20（2018年、イーサン・ジェリコ〈エリシャ・ヘニグ〉）

### ラジオ
※はインターネット配信。
- あいうらじお（2013年、ニコニコ生放送※・音泉※）
- 飯田友子・髙野麻美のまるっと360度（2016年 - 、ニコニコ生放送※）
- 音泉キング「下野紘」のラジオ きみはもちろん、＜音泉＞ファミリーだよね?（2018年 - 、音泉※）[102]
- 音泉ジュニアラジオ「五十嵐巧巳・飯田友子のすごいラジオ」（2019年、音泉※）[103]
- ル美子さん（2019年 - 、ニコニコ動画、YouTube※）
- 飯田友子・村井美里のお客様を喜ばせたい！（2019年 - 、音泉※）[10]

### テレビ番組
※はインターネット配信。
- ララビットステーション（2017年 - 2018年、YouTube※） - 探偵 飯田友子 役[104][105]
- アソビリオン（2018年 - 2019年、Twitter※・YouTube※）

### ナレーション
- A&G TRIBAL RADIO エジソン CMナレーション（2016年、文化放送）
- 情報を持って旅に出よう!有吉のザツガクルーズ（2017年3月12日、関西テレビ / フジテレビ）
- 有吉中継 現場からお伝えします（2018年1月6日、関西テレビ）
- こだわりセットリスト[出典無効] ナビゲーター（ラジオNIKKEI、2018年3月12日 - 3月23日）
- 矢立文庫 プロモーションビデオ（2018年、タヲの声[106]）

### 映像商品
- THE IDOLM@STER CINDERELLA GIRLS 3rdLIVE シンデレラの舞踏会 -Power of Smile- Blu-ray Day2（2016年）[107]
- Animelo Summer Live 2016 刻-TOKI- 8.26（2017年）[108][109]

### パチンコ・パチスロ
- CR百花繚乱サムライガールズ（2013年）
- CR緋弾のアリア（2014年、カナ〈遠山金一〉）
- パチスロ ウィッチクラフトワークス（2016年、目野輪冥[110]、ウサギ騎士）
- パチスロ 緋弾のアリア（2016年、カナ〈遠山金一〉[111]）

### 舞台
- みけねこ丼 Voice Theater 4杯目『ティル・ナ・ノーグ』 第3楽章〜ルーと不揃いな双子〜 （2017年9月23日・9月24日・10月14日、北とぴあ ドームホール） - ミネルヴァ 役[112]

### その他コンテンツ
- AT-X ウチの夏フェス〜フレッシュ夏フェス隊!〜（2012年・2013年、AT-X）
- 平城京歴史館VRシアター映像コンテンツ - 平城京歴史絵巻 - 平城京〜安らけし都〜（2012年、男の子 役）
- アプリ「しゃべってキャラ」（2013年、岩沢彩生[113]）
- メディアミックスプロジェクト「温泉むすめ」（2017年、鳴子夏月[114]）

## ディスコグラフィ

### キャラクターソング
| 発売日   | 商品名                                                                                                 | 歌 | 楽曲 | 備考                                                                               |
| 2013年   | 2013年                                                                                                 | 2013年 | 2013年 | 2013年                                                                             |
| -------- | --- | --- | --- | ---------------------------------------------------------------------------------- |
| 4月24日  | カニ☆Do-Luck!                                                                                          | あいう♥らぶ | 「カニ☆Do-Luck!」 | テレビアニメ『あいうら』オープニングテーマ                                         |
| 4月24日  | カニ☆Do-Luck!                                                                                          | あいう♥らぶ | 「限りなくハッピーに近しい座標にいるあいうら」 | テレビアニメ『あいうら』関連曲                                                     |
| 4月24日  | いちごいちえ                                                                                           | あいう♥らぶ | 「いちごいちえ」 | テレビアニメ『あいうら』エンディングテーマ                                         |
| 4月24日  | いちごいちえ                                                                                           | あいう♥らぶ | 「あかさたナンバーワン☆」 | テレビアニメ『あいうら』関連曲                                                     |
| 5月29日  | やる気マイナス？100%                                                                                   | 岩沢彩生（飯田友子） | 「やる気マイナス？100%」 「DoDonがドンっ♪」 | テレビアニメ『あいうら』関連曲                                                     |
| 8月7日   | あいうら Blu-ray特典CD                                                                                 | あいう♥らぶ | 「ずっとね」 | テレビアニメ『あいうら』挿入歌                                                     |
| 2014年   | | | |                                                                                    |
| 2月5日   | ウィッチ☆アクティビティ                                                                                | KMM団 | 「ウィッチ☆アクティビティ」 | テレビアニメ『ウィッチクラフトワークス』エンディングテーマ                         |
| 2月5日   | ウィッチ☆アクティビティ                                                                                | KMM団 | 「Saturday Night Witches」 | テレビアニメ『ウィッチクラフトワークス』挿入歌                                     |
| 7月23日  | ウィッチクラフトワークス キャラクターソングアルバム                                                    | KMM団 | 「KMM団団員番号のうた。 - Numbers」 「MimiLove-Maximum - 獣耳な魔女」 「Saturday Night Witches Pocket Cut Mix」 「KMM団団員番号のうた。リプライズ - KMM's Counter Attack」 | テレビアニメ『ウィッチクラフトワークス』関連曲                                     |
| 10月1日  | エクスメイデン                                                                                         | 赤丸純（内田真礼）、橘葵（飯田友子）、萩野みどり（巽悠衣子）、ヴァンダレイ・ジルミンコ（MAKO） | 「forbidden Code」 | Webアニメ『エクスメイデン』エンディングテーマ                                      |
| 2015年   | | | |                                                                                    |
| 2月4日   | THE IDOLM@STER CINDERELLA MASTER 034 速水奏                                                            | 速水奏（飯田友子） | 「Hotel Moonside」 | ゲーム『アイドルマスター シンデレラガールズ』関連曲                                |
| 2016年   | | | |                                                                                    |
| 5月18日  | THE IDOLM@STER CINDERELLA GIRLS STARLIGHT MASTER 02 Tulip                                              | 速水奏（飯田友子）、塩見周子（ルゥティン）、城ヶ崎美嘉（佳村はるか）、宮本フレデリカ（髙野麻美）、一ノ瀬志希（藍原ことみ）                                                                                      | 「Tulip（M@STER VERSION）」 | ゲーム『アイドルマスター シンデレラガールズ スターライトステージ』関連曲           |
| 6月29日  | THE IDOLM@STER CINDERELLA MASTER Cool Jewelries! 003                                                   | 鷺沢文香（M・A・O）、速水奏（飯田友子）、橘ありす（佐藤亜美菜）、塩見周子（ルゥティン）、二宮飛鳥（青木志貴）                                                                                                   | 「咲いてJewel」 「Near to You」 | ゲーム『アイドルマスター シンデレラガールズ』関連曲                                |
| 6月29日  | THE IDOLM@STER CINDERELLA MASTER Cool Jewelries! 003                                                   | 速水奏（飯田友子） | 「奏（かなで）」 | ゲーム『アイドルマスター シンデレラガールズ』関連曲                                |
| 9月2日   | THE IDOLM@STER CINDERELLA GIRLS 4thLIVE TriCastle Story Starlight Castle 会場オリジナルCD              | 速水奏（飯田友子） | 「Tulip（M@STER VERSION）」 | ゲーム『アイドルマスター シンデレラガールズ スターライトステージ』関連曲           |
| 2017年   | | | |                                                                                    |
| 2月1日   | Witch Craft Works THE BEST 〜日本語盤〜                                                                | KMM団 | 「ウィッチ☆アクティビティ〜[k]momimi NON STOP Ver.2.0HD〜」 | テレビアニメ『ウィッチクラフトワークス』関連曲                                     |
| 2月1日   | Witch Craft Works THE BEST 〜日本語盤〜                                                                | KMM団 | 「KEMOMIMISM」 | パチスロ『ウィッチクラフトワークス』使用曲                                         |
| 5月31日  | THE IDOLM@STER CINDERELLA GIRLS STARLIGHT MASTER 11 あんきら!?狂騒曲                                   | 佐久間まゆ（牧野由依）、小早川紗枝（立花理香）、水本ゆかり（藤田茜）、三村かな子（大坪由佳）、速水奏（飯田友子）                                                                                                | 「あいくるしい」 | ゲーム『アイドルマスター シンデレラガールズ スターライトステージ』関連曲           |
| 11月8日  | THE IDOLM@STER CINDERELLA GIRLS STARLIGHT MASTER 14 情熱ファンファンファーレ                           | 高垣楓（早見沙織）、川島瑞樹（東山奈央）、松永涼（千菅春香）、速水奏（飯田友子）、新田美波（洲崎綾） | 「Nocturne」 | ゲーム『アイドルマスター シンデレラガールズ スターライトステージ』関連曲           |
| 12月6日  | THE IDOLM@STER CINDERELLA GIRLS LITTLE STARS! 秋めいて Ding Dong Dang!                                 | アナスタシア（上坂すみれ）、佐々木千枝（今井麻夏）、速水奏（飯田友子）、北条加蓮（渕上舞）、新田美波（洲崎綾）                                                                                                  | 「秋めいて Ding Dong Dang!」 | テレビアニメ『アイドルマスター シンデレラガールズ劇場』エンディングテーマ          |
| 12月13日 | THE IDOLM@STER CINDERELLA GIRLS MASTER SEASONS! WINTER!                                                | 小日向美穂（津田美波）、城ヶ崎美嘉（佳村はるか）、速水奏（飯田友子） | 「ツインテールの風」 | ゲーム『アイドルマスター シンデレラガールズ』関連曲                                |
| 2018年   | | | |                                                                                    |
| 6月20日  | THE IDOLM@STER CINDERELLA GIRLS STARLIGHT MASTER 18 モーレツ★世直しギルティ！                          | 速水奏（飯田友子） | 「if」 | ゲーム『アイドルマスター シンデレラガールズ スターライトステージ』関連曲           |
| 11月30日 | THE IDOLM@STER CINDERELLA GIRLS 6thLIVE MERRY-GO-ROUNDOME!!! MASTER SEASONS WINTER! SOLO REMIX         | 速水奏（飯田友子） | 「ツインテールの風」 | ゲーム『アイドルマスター シンデレラガールズ』関連曲                                |
| 2019年   | | | |                                                                                    |
| 8月14日  | THE IDOLM@STER CINDERELLA GIRLS STARLIGHT MASTER 31 Pretty Liar                                        | 高垣楓（早見沙織）、速水奏（飯田友子） | 「Pretty Liar（M@STER VERSION）」 | ゲーム『アイドルマスター シンデレラガールズ スターライトステージ』関連曲           |
| 12月11日 | THE IDOLM@STER CINDERELLA GIRLS STARLIGHT MASTER 34 Sunshine See May                                   | 橘ありす（佐藤亜美菜）、速水奏（飯田友子） | 「サヨナラバス」 | ゲーム『アイドルマスター シンデレラガールズ スターライトステージ』関連曲           |
| 12月25日 | THE IDOLM@STER CINDERELLA GIRLS STARLIGHT MASTER for the NEXT! 04 Secret Daybreak                      | 速水奏（飯田友子）、新田美波（洲崎綾） | 「Secret Daybreak（M@STER VERSION）」 | ゲーム『アイドルマスター シンデレラガールズ スターライトステージ』関連曲           |
| 12月25日 | THE IDOLM@STER CINDERELLA GIRLS STARLIGHT MASTER for the NEXT! 04 Secret Daybreak                      | 速水奏（飯田友子） | 「Secret Daybreak（M@STER VERSION）」 | ゲーム『アイドルマスター シンデレラガールズ スターライトステージ』関連曲           |
| 2020年   | | | |                                                                                    |
| 10月7日  | THE IDOLM@STER CINDERELLA GIRLS Live Broadcast 24magic 〜シンデレラたちの24時間生放送！〜 オリジナルCD | 速水奏（飯田友子） | 「Pretty Liar（M@STER VERSION）」 | ゲーム『アイドルマスター シンデレラガールズ スターライトステージ』関連曲           |
| 2021年   | | | |                                                                                    |
| 2月3日   | THE IDOLM@STER CINDERELLA GIRLS LITTLE STARS EXTRA! 君のステージ衣装、本当は…                          | 速水奏（飯田友子）、白雪千夜（関口理咲）、佐城雪美（中澤ミナ）、的場梨沙（集貝はな）、 荒木比奈（田辺留依） | 「君のステージ衣装、本当は…」 | Webアニメ『アイドルマスター シンデレラガールズ劇場 Extra Stage』エンディングテーマ |
| 2022年   | | | |                                                                                    |
| 1月12日  | THE IDOLM@STER CINDERELLA GIRLS STARLIGHT MASTER R/LOCK ON! 01 星環世界                                | 砂塚あきら（富田美憂）、速水奏（飯田友子）、高垣楓（早見沙織）、緒方智絵里（大空直美）、 喜多日菜子（深川芹亜）、宮本フレデリカ（髙野麻美）、相葉夕美（木村珠莉）、中野有香（下地紫野）、片桐早苗（和氣あず未） | 「星環世界（M@STER VERSION）」 | ゲーム『アイドルマスター シンデレラガールズ スターライトステージ』関連曲           |
| 1月12日  | THE IDOLM@STER CINDERELLA GIRLS STARLIGHT MASTER R/LOCK ON! 01 星環世界                                | 速水奏（飯田友子） | 「星環世界（M@STER VERSION）」 | ゲーム『アイドルマスター シンデレラガールズ スターライトステージ』関連曲           |
| 1月16日  | Flying High featuring パワちゃんず                                                                     | パワちゃんず | 「Flying High featuring パワちゃんず」 | ゲーム『実況パワフルプロ野球』関連曲                                               |
| 1月16日  | Flying High featuring パワちゃんず                                                                     | ワーちゃん（飯田友子） | 「Flying High featuring パワちゃんず」 | ゲーム『実況パワフルプロ野球』関連曲                                               |
| 2023年   | | | |                                                                                    |
| 1月11日  | THE IDOLM@STER CINDERELLA GIRLS STARLIGHT MASTER R/LOCK ON! 12 No One Knows                            | 八神マキノ（二ノ宮ゆい）、速水奏（飯田友子）、荒木比奈（田辺留依）、北条加蓮（渕上舞） | 「No One Knows（M@STER VERSION）」 | ゲーム『アイドルマスター シンデレラガールズ スターライトステージ』関連曲           |
| 2月11日  | THE IDOLM@STER M@STERS OF IDOL WORLD!!!!! 2023 明日きみにJewel                                         | 速水奏（飯田友子） | 「咲いてJewel」 | ゲーム『アイドルマスター シンデレラガールズ』関連曲                                |
| 5月24日  | THE IDOLM@STER CINDERELLA GIRLS U149 ANIMATION MASTER 03 Nightwear                                     | 速水奏（飯田友子）、塩見周子（ルゥティン）、城ヶ崎美嘉（佳村はるか）、宮本フレデリカ（髙野麻美）、一ノ瀬志希（藍原ことみ）                                                                                      | 「Nightwear」 | テレビアニメ『アイドルマスター シンデレラガールズ U149』挿入歌                     |
| 9月9日   | THE IDOLM@STER CINDERELLA GIRLS Shout out Live!!!会場オリジナルCD                                      | 速水奏（飯田友子） | 「君のステージ衣装、本当は…」 | Webアニメ『アイドルマスター シンデレラガールズ劇場 Extra Stage』関連曲             |
| 2024年   | | | |                                                                                    |
| 2月14日  | THE IDOLM@STER CINDERELLA GIRLS STARLIGHT MASTER HEART TICKER! 03 HALLOWEEN GAME                       | 宮本フレデリカ（髙野麻美）、速水奏（飯田友子） | 「ミステリーハート」 | ゲーム『アイドルマスター シンデレラガールズ スターライトステージ』関連曲           |
| 3月20日  | THE IDOLM@STER CINDERELLA GIRLS STARLIGHT MASTER HEART TICKER! 04 D-ark L-ily's Grin                   | 北条加蓮（渕上舞）、速水奏（飯田友子） | 「D-ark L-ily's Grin（M@STER VERSION）」 | ゲーム『アイドルマスター シンデレラガールズ スターライトステージ』関連曲           |
| 3月20日  | THE IDOLM@STER CINDERELLA GIRLS STARLIGHT MASTER HEART TICKER! 04 D-ark L-ily's Grin                   | 速水奏（飯田友子） | 「D-ark L-ily's Grin（M@STER VERSION）」 | ゲーム『アイドルマスター シンデレラガールズ スターライトステージ』関連曲           |

### その他参加作品
| 発売日       | 商品名                                        | 歌                             | 楽曲           | 備考                              |
| ------------ | --------------------------------------------- | ------------------------------ | -------------- | --------------------------------- |
| 2018年8月1日 | CINDERELLA PARTY! でれぱ音頭 ＼ドンドンカッ／ | 原紗友里、青木瑠璃子、飯田友子 | 「Over Drive」 | ラジオ『CINDERELLA PARTY!』関連曲 |

## ライブ・イベント

### 合同ライブ
| 出演日               | タイトル                                                                                          | 会場                                            |
| -------------------- | ------------------------------------------------------------------------------------------------- | ----------------------------------------------- |
| 2015年11月29日       | THE IDOLM@STER CINDERELLA GIRLS 3rdLIVE シンデレラの舞踏会 - Power of Smile -                     | 幕張メッセ国際展示場 9-11番ホール（千葉県）     |
| 2016年7月30日        | THE IDOLM@STER CINDERELLA GIRLS MEMORIAL PARADE                                                   | STUDIO COAST（東京都）                          |
| 2016年8月26日        | Animelo Summer Live 2016 刻-TOKI-                                                                 | さいたまスーパーアリーナ（埼玉県）              |
| 2016年10月15日       | THE IDOLM@STER CINDERELLA GIRLS 4thLIVE TriCastle Brand New Castle                                | さいたまスーパーアリーナ（埼玉県）              |
| 2016年12月4日        | リスアニ! LIVE TAIWAN Supported by 戰鬥女子學園                                                   | 台北国際会議中心（台湾 台北市）                 |
| 2017年5月27日・28日  | THE IDOLM@STER CINDERELLA GIRLS 5thLIVE TOUR Serendipity Parade!!! 石川公演                       | 石川県産業展示館4号館（石川県）                 |
| 2017年6月30日        | ANISONG WORLD MATSURI 〜JAPAN KAWAII LIVE〜 at Anime Expo 2017                                    | マイクロソフトシアター（アメリカ ロサンゼルス） |
| 2017年7月29日・30日  | THE IDOLM@STER CINDERELLA GIRLS 5thLIVE TOUR Serendipity Parade!!! 福岡公演                       | 西日本総合展示場 新館（福岡県）                 |
| 2017年8月13日        | THE IDOLM@STER CINDERELLA GIRLS 5thLIVE TOUR Serendipity Parade!!! さいたまスーパーアリーナ公演   | さいたまスーパーアリーナ（埼玉県）              |
| 2017年11月19日       | アイドルマスター シンデレラガールズ 6th Anniversary Memorial Party                                | 舞浜アンフィシアター（千葉県）                  |
| 2018年7月7日         | ANISONG WORLD MATSURI 〜JAPAN KAWAII LIVE〜 at Anime Expo 2018                                    | マイクロソフトシアター（アメリカ ロサンゼルス） |
| 2018年8月12日        | MOTTO ANISONG FESTIVAL 2018                                                                       | 中山紀念堂（中国 広州市）                       |
| 2018年11月10日・11日 | THE IDOLM@STER CINDERELLA GIRLS 6thLIVE MERRY-GO-ROUNDOME!!!                                      | メットライフドーム（埼玉県）                    |
| 2018年12月6日        | CygamesFes2018 アイドルマスター シンデレラガールズ 7th Anniversary Memorial STAGE!!               | 幕張メッセ国際展示場（千葉県）                  |
| 2019年10月20日       | バンダイナムコエンターテインメントフェスティバル                                                  | 東京ドーム（東京都）                            |
| 2019年11月9日・10日  | THE IDOLM@STER CINDERELLA GIRLS 7thLIVE TOUR Special 3chord♪ Funky Dancing!                       | ナゴヤドーム（愛知県）                          |
| 2021年1月9日         | THE IDOLM@STER CINDERELLA GIRLS Broadcast & LIVE Happy New Yell!!!                                | 幕張メッセ国際展示場 1-3番ホール（千葉県）      |
| 2021年12月25日・26日 | THE IDOLM@STER CINDERELLA GIRLS 10th ANNIVERSARY M@GICAL WONDERLAND TOUR!!! CosmoStar Land        | 愛知県国際展示場 ホールA（愛知県）              |
| 2022年4月2日・3日    | THE IDOLM@STER CINDERELLA GIRLS 10th ANNIVERSARY M@GICAL WONDERLAND!!!                            | ベルーナドーム（埼玉県）                        |
| 2022年11月26日・27日 | THE IDOLM@STER CINDERELLA GIRLS Twinkle LIVE Constellation Gradation                              | ベルーナドーム（埼玉県）                        |
| 2023年6月10日・11日  | THE IDOLM@STER CINDERELLA GIRLS 燿城夜祭 -かがやきよまつり-                                       | 大阪城ホール（大阪府）                          |
| 2023年9月9日・10日   | THE IDOLM@STER CINDERELLA GIRLS Shout out Live!!!                                                 | 愛知県国際展示場 ホールA（愛知県）              |
| 2024年2月3日         | THE IDOLM@STER CINDERELLA GIRLS UNIT LIVE TOUR ConnecTrip! 山形公演                               | やまぎん県民ホール（山形県）                    |
| 2025年4月26日・27日  | THE IDOLM@STER CINDERELLA GIRLS STARLIGHT STAGE 10th ANNIVERSARY TOUR Let’s AMUSEMENT!!! 東京公演 | 有明アリーナ（東京都）                          |